# Сепе (село)
Сепе́ (каз. Сепе, бывшее Красный Маяк) — село в Атбасарском районе Акмолинской области Казахстана. Административный центр Сепеевского сельского округа. Код КАТО — 113855100.

## География
Село расположено в южной части района, на расстоянии примерно 68 километров (по прямой) к югу от административного центра района — города Атбасар.
Абсолютная высота — 297 метров над уровнем моря.
Климат холодно-умеренный, с хорошей влажностью. Среднегодовая температура воздуха положительная и составляет около +4,6°С. Среднемесячная температура воздуха в июле достигает +21,3°С. Среднемесячная температура января составляет около -14,3°С. Среднегодовое количество осадков составляет около 380 мм. Основная часть осадков выпадает в период с июня по август.
Ближайшие населённые пункты: село Сочинское — на юго-западе, село Новомариновка — на северо-востоке, аул Есенгельды
Близ села проходит автодорога областного значения — КС-7 «Сочинское — Атбасар».

## История
В 1989 году село являлось административным центром Красномаякского сельсовета, куда помимо Сепе входило ещё один населённый пункт — Теренсай.
В периоде 1991—1998 годов:
- сельсовет был преобразован в сельский округ в соответствии с реформами административно-территориального устройства Республики Казахстан:
- село Теренсай было отнесено в категорию иных поселений и исключено из учётных данных.

Красномаякский сельский округ был переведён (упразднён) в категорию села Сепе, с преобразованием сельского акимата в «Село Сепе» на базе Красномаякского сельского округа.
Постановлением акимата Акмолинской области от 25 октября 2019 года № А-11/506 и решением Акмолинского областного маслихата от 25 октября 2019 года № 6С-38-7 «Об изменении административно-территориального устройства Атбасарского района Акмолинской области» (зарегистрированное Департаментом юстиции Акмолинской области 1 ноября 2019 года № 7464):
- была образована административно-территориальная единица (3-го уровня) — «Сепеевский сельский округ», в границах административно-территориальных единиц «Село Есенгельды» и «Село Сепе», общей площадью 182 198 гектар (1 821,98 км²);
- административным центром новообразованного сельского округа был определён село Сепе.

## Население
В 1989 году население села составляло 1218 человек (из них казахи — 33 %).
В 1999 году население села составляло 679 человек (332 мужчины и 347 женщин). По данным переписи 2009 года, в селе проживали 494 человека (247 мужчин и 247 женщин).
| Численность населения | Численность населения | Численность населения |
| 1989                  | 1999                  | 2009                  |
| --------------------- | --------------------- | --------------------- |
| 1218                  | ↘679                  | ↘494                  |

## Улицы
- ул. 9 мамыр,
- ул. Абая Кунанбаева,
- ул. Алтын дан,
- ул. Ардагерлер,
- ул. Бейбитшилик,
- ул. Достык,
- ул. Енбекшилер,
- ул. Женис,
- ул. Маншук Маметовой,
- ул. Нур,
- ул. Орталык,
- ул. Тауелсиздик,
- ул. Тын.
- ул. Желтоқсан